# Tourbillon FC
Tourbillon é um clube de futebol do Chade com sede em N'Djamena . O clube ganhou o título da Chad Premier League 6 vezes. O clube joga em casa no Stade Omnisports Idriss Mahamat Ouya

## Títulos
| NACIONAIS | NACIONAIS           | NACIONAIS | NACIONAIS                           |
|           | Competição          | Títulos   | Temporadas                          |
| --------- | ------------------- | --------- | ----------------------------------- |
| Chade     | Chad Premier League | 6         | 1987, 1991, 1997, 2000, 2001, 2010. |
| Chade     | Copa de Chade       | 3         | 1987, 1989, 2008.                   |
| Chade     | Super Taça de Chade | 1         | 2008.                               |

## Competições da CAF
Liga dos Campeões da CAF: 05
- 1992 : Primeira-Rodada
- 1998 : Primeira-Rodada
- 2001 : Rodada Preliminar
- 2002 : Primeira-Rodada
- 2011 : Fase preliminar

Copa das Confederações da CAF: 02
- 2006 : Fase pré-eliminatória
- 2009 : Primeira pré-eliminatória